# 飯田らうら
飯田 らうら（いいだ らうら、1998年4月9日 - ）は、日本の女優。元子役、アイドル、歌手。さくら学院の元メンバー。東京都出身。2018年までアミューズに、2021年から2023年までジャパン・ミュージックエンターテインメントに所属していた。また2021年4月まで飯田來麗名義で活動していた。

## 略歴
幼少からCM、映画に出演。モデル・歌手としても活動。2009年春、アミューズによる食育と農業をテーマに発足した「ららら農業プロジェクト」の一環としてユニット、ミニパティを堀内まり菜、杉﨑寧々と共に結成。
2010年4月より、アイドルユニットさくら学院のメンバーとしての活動を開始。同年12月、さくら学院のメンバーとしてシングル『夢に向かって / Hello ! IVY』でメジャーデビュー。さくら学院では、バトン部のTwinklestarsや、帰宅部のsleepieceのメンバーとしても活動した。2013年5月5日に開催された「さくら学院 2013年度 〜転入式〜」にてさくら学院の「パフォーマンス委員長」に任命される。2014年3月30日、さくら学院を卒業。
2014年8月より、島ゆいかと共にUstreamにて番組「スピカの夜」を開始し、MCを務める。2015年2月1日、同番組の公開生放送で島ゆいかと共に音楽プロジェクトを始動させる事を発表。ユニット名は番組名と同名の「スピカの夜」。3月18日に1stデジタルシングル「SPICA」をiTunesとアミューズ公式音楽配信サイト「A! MUSIC」にて発売。2017年9月にスピカの夜の活動を終了。
2018年4月6日、自身のTwitter公式アカウントにおいて、同年3月末にアミューズとの契約を終了した事、今後も女優を目指して芸能活動を続ける事を発表した。
2021年4月よりジャパン・ミュージックエンターテインメントグループのイー・コンセプトに所属し、飯田らうら名義での活動を開始した。
2023年7月5日、自身のTwitter公式アカウントにおいて、同年6月末にジャパン・ミュージックエンターテインメントを退所した事、無所属で女優活動を続けていく事を発表した。

## 出演

### テレビドラマ
- チア☆ドル（2015年10月18日 - 12月20日、ABCテレビ） - 佐藤遥 役[5]
- 仰げば尊し（2016年7月17日 - 9月11日、TBSテレビ） - 門脇來麗 役
- 世にも奇妙な物語 '16秋の特別編「シンクロニシティ」（2016年10月8日、フジテレビ） - 逸見栄子（高校生時代） 役
- 連続テレビ小説 半分、青い。 第21回（2018年4月25日、NHK） - ゆかり 役[18]

### バラエティ
- ちちんぷいぷい（2006年、毎日放送） - 不定期出演
- マサカメTV（2015年4月25日、NHK総合）
- 痛快TV スカッとジャパン（フジテレビ）
  - 第81回 ダメパパ撃退スカッと「迷信信じすぎパパ」（2017年2月13日） - 藤田奈美 役
  - 第95回 ダメパパ撃退スカっと「絶対に謝らないパパ」（2017年6月19日） - 藤田奈美 役

### 映画
- 天国は待ってくれる（2007年2月10日）[5]
- 神童（2007年4月21日、萩生田宏治監督） - 成瀬うた（幼少時代） 役[2][5]
- いぬやしき（2018年4月20日、東宝）[19]

### 舞台
- JUNCTION 第1弾「スパイスアップ・ナイトパレード」（2017年4月29日 - 5月7日） - 夏（ルージュ） 役
- アルカナ・ファミリア - 主演・フェリチータ 役
  - Episode3 幽霊船の秘密（2017年9月16日 - 24日）
  - Episode4 アルカナ・デュエロ（2018年8月18日 - 26日）
- 劇メシ
  - Episode06「Love Revolution No.1」（2017年10月22日 - 11月5日・2018年5月17日 - 20日） - 喜屋武ななみ 役
  - Episode07「愛のとりなし」（2018年4月22日 - 28日） - 池本真帆 役[20]
  - 特別企画公演4月「キツネたちが円舞る夜」（2019年4月19日 - 27日、Weekend Garage Tokyo）
- ゴミノクワイ（2018年7月4日 - 8日） - 桑井南巳 役
- 東京モガ（2018年8月14日 - 19日） - ナレーション
- コント舞台「ストロベリージャム」（2018年9月21日 - 24日、CHARA DE asagaya） 主演
- チャラ劇第1回公演「咽び泣く焦燥感」（2018年11月30日 - 12月2日、CHARA DE asagaya）
- コント舞台「MILK CHOCOLATE」（2019年2月8日 - 10日、リトルトーキョー3F）
- 若手×えのもとぐりむ「嘘つき歌姫」（2019年2月27日 - 3月10日、Geki地下Liberty） - 主演・歌姫 役
- 殉血のサルコファガス「チェンジオブワールド」（2019年5月15日 - 21日、新宿シアターモリエール）
- CONT STAGE「SWEET DAYS」（2019年5月31日 - 6月2日、リトルトーキョー３F）
- ぐりむの法則「再演・オウムノウシス」Cチーム（2024年5月9日 - 19日、赤坂RED/THEATER）[21]

### トークショー・イベント
- えのもとぐりむ×安達健太郎×飯田來麗ライブ『おしゃべり会』（2018年11月18日）
- えのもとぐりむ×安達健太郎×飯田來麗ライブ『おしゃべり会 おかわり！』（2018年12月9日）
- 飯田らうら 26th BIRTHDAY EVENT（2024年4月13日、MUSEモード音楽学院本館） - 主催
- 飯田らうら 27th Birthday Event（2025年4月12日、HYPERMIX門前仲町）- 主催

### ラジオ
- 痛快☆乙女ゲーム通信（2018年8月4日、FM西東京）

### CM
- パナソニック 3CCD DIGICAM D300 - 春はまわる編（2006年）
- パナソニック 3CCD DIGICAM D400 - 秋編（2006年） / 春編（2007年）
- パナソニック VIERA（2007年）[5]
- パナソニック デジタルビデオカメラ - おまかせキレイ編（2008年）
- 小学館『ちゃお』（2011年9月号）[22]
- FINAL FANTASY XIV MEMORIES（2017年）
- サントリー ジャスミン焼酎茉莉花 - JJトハナニカ 答エハコンビニデ編（2024年）

### インターネット
- 「新しいこども番組」（2009年9月18日、Goomo）
- STOLABO TOKYO『スピカの夜』（2014年8月8日 - 2017年8月30日 、Ustream）
  - スピカメラの旅（2015年10月8日 - 2015年12月24日、YouTube）
- STOLABO TOKYO 戸谷公人『きみラボ』 #17・#18・#19（2015年7月17日・10月16日・2016年2月19日、Ustream）
- img《未来手帳プロジェクト》リモートドラマ「ゴースト～ZOOMの中でしか会えないあなた～」（2020年10月23・29日・11月8日、YouTube） - 小森 奏美 役[注 2]

### 音楽

#### ミュージック・ビデオ
- スピカの夜
  - 「SPICA」（2015年3月12日）[24]
  - 「YEAH!!!」（2015年11月30日）
  - 「22文字のラブレター」（2017年1月18日）

#### シングル
- スピカの夜
  - 1st Digital Single『SPICA』（2015年3月18日）[24]
  - 2nd Digital Single『YEAH!!!』（2015年11月11日）[25]

#### アルバム
- スピカの夜
  - 1st CD Mini Album『Tokyo Days, Tokyo Nights』（2017年2月22日）[26]
- コンピュレーションアルバム「無重力の惑星」（2021年1月17日、TuneCore Japan）[注 3]

### その他作品
- CHUBBY GANG（カタログモデル）[5]
- 浅草ROX

### 書籍
- kids Style（2005年、オリコン・エンタテインメント） - 専属モデル（kids Style専属モデルズ第3期グランプリ）
- ちゃお
- ぷっちぐみ
- 小学三年生